# Mulleripicus
Genre
Mulleripicus ou Mülleripicus est un genre comprenant 3 espèces de pics, endémique à la zone indomalaise.
Le nom de ce genre rend hommage à Salomon Müller (1804-1864), ornithologue allemand, ayant collecté de nombreux spécimens au cours de plusieurs expédiditions en Indonésie.

## Liste d'espèces
D'après la classification de référence (version 14.1, 2024) du Congrès ornithologique international (ordre phylogénique) :
- Mulleripicus fulvus – Pic fauve
- Mulleripicus funebris – Pic en deuil
- Mulleripicus fuliginosus – Pic fuligineux
- Mulleripicus pulverulentus – Pic meunier